# Vinařice (district de Louny)
Pour les articles homonymes, voir Vinařice.
Vinařice (en allemand : Winarschitz, auparavant Winarzitz) est une commune du district de Louny, dans la région d'Ústí nad Labem, en République tchèque. Sa population s'élevait à 254 habitants en 2021.

## Géographie
Vinařice se trouve à 10 km au sud de Louny, à 47 km au sud-ouest d'Ústí nad Labem et à 49 km au nord-ouest de Prague.
La commune est limitée par Brodec au nord, par Nová Ves au nord-est, par Hříškov et Žerotín à l'est, par Kozojedy au sud et par Ročov à l'ouest.

## Histoire
La première mention écrite du village date de 1238.

## Transports
Par la route, Velemyšleves se trouve à 13 km de Louny, à 68 km d'Ústí nad Labem et à 65 km de Prague.

## Personnalités
- Jan Nepomuk Vent, violoniste, hautboïste, joueur de cor anglais et compositeur bohémien de la période classique né le 27 juin 1745 à Divice